# Кліфорд Стайн
Кліфорд Сет Стайн (англ. Clifford Stein; 14 грудня 1965) — інформатик, професор промислового машинобудування та досліджень операцій в Колумбійському університеті в Нью-Йорку, штат Нью-Йорк, де він обіймає посаду на кафедрі комп'ютерних наук. Штейн є головою факультету промислового машинобудування та досліджень операцій Колумбійського університету. До цього він був професором Дартмутського коледжу в Нью-Гемпширі.
Наукові інтереси Стайна включають розробку та аналіз алгоритмів, комбінаторну оптимізацію, дослідження операцій, мережеві алгоритми, планування, розробку алгоритмів та обчислювальну біологію.
Стайн опублікував багато впливових статей у доповідях провідних конференцій та журналах у своїх галузях досліджень і займав різноманітні редакторські посади, в тому числі в журналах ACM Transactions on Algorithms, Mathematical Programming, Journal of Algorithms, SIAM Journal on Discrete Mathematics та Operations Research Letters. Його робота фінансується Національним науковим фондом та Фондом Слоуна. На 1 листопада 2015 року його публікації цитували понад 46 000 разів, а його показник h становив 42.
Стайн є володарем кількох престижних нагород, включаючи нагороду NSF Career Award, наукову стипендію імені Альфреда Слоуна та премію Карен Веттерхан за визначні творчі та наукові досягнення. Він також є співавтором двох підручників:
- Вступ до алгоритмів, разом з Т. Кормен, Ч. Лейзерсоном та Р. Рівестом, який на сьогодні є найбільш продаваним підручником з алгоритмів та перекладений на 9 мов. Близько 39500 із 46000 цитат Штейна є цитатами з цієї книги.
- Дискретна математика для комп'ютерних наук, за участю Кена Богарта та Скота Драйсдейла, він є новим підручником, в якому викладено дискретну математику на рівні бакалаврату.

Штайн отримав ступінь бакалавра інженерії у Princeton University в 1987 році, a магістра природничих наук у Массачусетському технологічному інституті в 1989, і ступінь доктора філософії також в МІТ у 1992 році.
В останні роки Штейн налагодив тісні зв'язки з норвезьким дослідницьким співтовариством, що принесло йому почесну ступінь доктора університету в Осло (травень 2010 року).